# چشمه چهل
چشمه چهل نام روستایی در استان خراسان رضوی، شهرستان بردسکن، بخش انابد، دهستان صحرا است.